# Ermita de Nuestra Señora del Campo
La ermita de Nuestra Señora del Campo es un edificio situado en el concejo de Berganzo, perteneciente al municipio español de Zambrana.

## Descripción
El edificio se encuentra en el concejo alavés de Berganzo, perteneciente al municipio español de Zambrana. Construido en el siglo XVII, está protegido bajo la categoría de «zona de presunción arqueológica». La ermita aparece descrita en el Diccionario geográfico-estadístico-histórico de España y sus posesiones de Ultramar de Pascual Madoz, en la entrada correspondiente al lugar, con las siguientes palabras:

una ermita dedicada á Ntra. Sra. del Campo, sit. no lejos del pueblo en el parage llamado La Cuadra.
(Madoz, 1846, p. 257)